# Романы Саддама Хусейна
Романы Саддама Хусейна — 4 романа, которые написал бывший президент Ирака Саддам Хусейн. Авторству Хусейна приписывают романы «Забиба и царь», «Неприступная крепость», «Мужчины и город», «Уходи, проклятый!», существует мнение, что к написанию этих произведений привлекались литературные негры.

## Забиба и царь
Забиба и царь (араб. زبيبة والملك‎) — роман, изначально выпущенный на анонимных основах в 2000 году в Ираке, позже авторство было приписано Саддаму Хусейну. В ЦРУ считают, что книгу написали другие авторы по заказу Саддама Хусейна. Книга стала бестселлером в Ираке.

## Неприступная крепость
Неприступная крепость — роман, в котором рассказывается о ситуации в северных курдских провинциях Ирака, оказавшихся вне контроля Багдада после войны в Персидском заливе 1991 года.

## Уходи, проклятый!
Уходи, проклятый! (араб. اخرج منها يا ملعون‎) — роман экс-президента Ирака Саддама Хусейна, который он  написал в тюрьме в 2003 году.  Роман написан в стиле древнего иракского сказания и символизирует борьбу народа против оккупации. Роман «Уходи, проклятый!»  был впервые издан в Японии под названием «Танец дьявола».

## Мужчины и город
Мужчины и город — автобиографическая книга Саддама Хусейна, в ней рассказывается история мальчика-пастуха, который не останавливается ни перед чем для достижения своих целей. Этот мальчик вскоре становится воином, который мечтает о возрождении своей нации. События в романе происходят в первой половине XX века. 
В автобиографическом романе описано общество после начала войны в Персидском заливе, семьи и районы Ирака.

## Критика
Западные ученые изучают книги Саддама Хусейна, пытаясь доказать, что Хуссейн одержим манией величия. Иракские литературные критики оценивают его сочинения как высоконравственные эпические произведения с глубоким философским подтекстом.